# Tam Kỳstadion
Het Tam Kỳstadion (Vietnamees: Sân vận động Tam Kỳ) is een multifunctioneel stadion in Tam Kỳ, een stad in Vietnam. 
Het stadion wordt vooral gebruikt voor voetbalwedstrijden, de voetbalclub Quang Nam FC maakt gebruik van dit stadion. In het stadion is plaats voor 15.000 toeschouwers. 